# Estrilda caranegra meridional
L'estrilda caranegra meridional (Brunhilda erythronotos) és un ocell de la família dels estríldids (Estrildidae).

## Hàbitat i distribució
Habita zones amb arbusts espinosos a Uganda, Ruanda, sud de Kenya i oest, centre i nord-est de Tanzània. Sud d'Angola, nord-est de Namíbia, sud-oest de Zàmbia, Zimbabwe, Botswana i nord-est de Sud-àfrica.